# Novel Food
Novel Food (englisch ‚neuartige Lebensmittel‘) sind gemäß dem Lebensmittelrecht in der Europäischen Union (EU) alle Lebensmittel, die vor dem Inkrafttreten der Novel-Food-Verordnung innerhalb der EU nicht in nennenswertem Umfang zum Verzehr in den Handel gebracht wurden. Dabei handelt es sich um bislang nicht verbreitete Lebensmittel aus anderen Kulturkreisen, auch exotische Früchte, gezüchtete Insekten und um so genanntes Designer Food, zum Beispiel Elektrolyt-Getränke für Sportler. Functional Food fällt dagegen nicht unter diesen Begriff. Für gentechnisch veränderte Nahrungsmittel gilt in der EU eine eigene Verordnung (EG) Nr. 1829/2003, so dass diese Produkte juristisch nicht mehr unter den Begriff Novel Food fallen. Umgangssprachlich werden sie dennoch so bezeichnet.

## Novel-Food-Verordnung
Die Verordnung wurde am 27. Januar 1997 verabschiedet und trat am 15. Mai 1997 in Kraft. 2015 wurde eine Änderungsverordnung verabschiedet.
Die Novel-Food-Verordnung stuft als neuartige Lebensmittel in erster Linie ein:
Lebensmittel und Lebensmittelzutaten
- mit neuer oder gezielt modifizierter primärer Molekularstruktur, z. B. Fettersatzstoffe;
- die aus Mikroorganismen (z. B. Einzellerprotein), Pilzen oder Algen bestehen oder aus diesen isoliert worden sind;
- die aus Pflanzen bestehen oder aus Pflanzen isoliert worden sind, und aus Tieren isolierte Lebensmittelzutaten;
- bei deren Herstellung ein nicht übliches Verfahren angewandt worden ist und bei denen dieses Verfahren eine bedeutende Veränderung ihrer Zusammensetzung oder der Struktur der Lebensmittel oder der Lebensmittelzutaten bewirkt, die sich auf den Nährwert, den Stoffwechsel oder die Menge unerwünschter Stoffe in den Lebensmitteln auswirkt.

Vor dem Inverkehrbringen eines Lebensmittels, das als Novel Food gilt, muss dieses ein Zulassungsverfahren durchlaufen. Die Zulassung wird nur erteilt, wenn die Prüfung ergibt, dass das Produkt gesundheitlich unbedenklich ist.
Ebenso gelten nach der Novel-Food-Verordnung bestimmte Lebensmittel-Kennzeichnungsverordnung über
- alle Merkmale oder Ernährungseigenschaften, wie Zusammensetzung, Nährwert oder nutritive Wirkungen, Verwendungszweck des Lebensmittels, die dazu führen, dass ein neuartiges Lebensmittel oder eine neuartige Lebensmittelzutat nicht mehr einem bestehenden Lebensmittel oder einer bestehenden Lebensmittelzutat gleichwertig ist. Als gleichwertig gilt ein neues Lebensmittel dann nicht mehr, wenn durch eine wissenschaftliche Analyse nachgewiesen werden kann, dass die geprüften Merkmale Unterschiede gegenüber konventionellen Lebensmitteln aufweisen.
- die veränderten Merkmale sowie das Verfahren, mit dem sie erzielt wurden, sowie
- vorhandene Stoffe, die in bestehenden gleichwertigen Lebensmitteln nicht vorhanden sind und die Gesundheit bestimmter Bevölkerungsgruppen beeinflussen können;
- vorhandene Stoffe, die in bestehenden gleichwertigen Lebensmitteln nicht vorhanden sind und gegen die ethische Vorbehalte bestehen. Wenn es keine vergleichbaren Lebensmittel gibt, müssen Bestimmungen erlassen werden, die den Verbraucher angemessen informieren.

## Zulassungen
Unter anderem folgende neuartige Lebensmittel sind in der EU zugelassen worden:
- UV-behandelte Pilze (Agaricus bisporus) mit erhöhtem Vitamin-D-Gehalt[2]
- Dihydrocapsiat (DHC)[3][S 1]
- Isomalto-Oligosaccharide[4][S 2]
- Vitamin K2[5][6]
- Krill-Öl[7][8]
- Chiasamen[9]
- aus Fisch-Phospholipiden hergestelltes Phosphatidylserin[10]
- gefriergetrockneten Mikroalgen der Art Tetraselmis chuii[11]
- Methylcellulose[12]
- DHA- und EPA-reiches Öl aus der Mikroalge Schizochytrium[13]
- Arachidonsäure-reiche Öle aus dem Pilz Mortierella alpina[14]
- Magnolienrindenextrakt[15]
- Zink-L-pidolat[16][S 3]
- Extrakt aus Weizenkleie[17]
- Guargummi[18]
- Sucromalt[19]
- D-Tagatose[20]
- Clostridium butyricum[21]
- Tenebrio molitor (Mehlkäferlarven), getrocknet.[22]

## Rechtslage in der Schweiz
In der Schweiz, die nicht Mitglied der EU ist, sind seit dem 1. Mai 2017 gemäß Verordnung des EDI über neuartige Lebensmittel (Anhang 1) drei Insektenarten als Lebensmittel zugelassen: Der Mehlkäfer Tenebrio molitor im Larvenstadium, das Heimchen Acheta domesticus (adulte Form) und die Europäische Wanderheuschrecke Locusta migratoria (adulte Form). Insekten gelten auch in der EU als neuartige Lebensmittel und fallen damit unter die Verordnung (EU) Nr. 2283/2015 über neuartige Lebensmittel.
2021 wurde die Knolle der Davids-Lilie als neuartiges, traditionelles Lebensmittel zugelassen.

## Externe Identifikatoren
1. ↑  Externe Identifikatoren von bzw. Datenbank-Links zu Dihydrocapsiat:  CAS-Nr.: 205687-03-2, EG-Nr.: 859-192-7, ECHA-InfoCard: 100.310.508, PubChem: 9873754, ChemSpider: 8049443, DrugBank: DBDB15398, Wikidata: Q27292214.
2. ↑  Externe Identifikatoren von bzw. Datenbank-Links zu Isomalto-Oligosaccharide:  CAS-Nr.: 1434139-72-6, Wikidata: Q6086060.
3. ↑  Externe Identifikatoren von bzw. Datenbank-Links zu Zink-L-pidolat:  CAS-Nr.: 1423023-81-7, Wikidata: Q130301905.